# Uloborus montifer
Uloborus montifer är en spindelart som beskrevs av Marples 1955. Uloborus montifer ingår i släktet Uloborus och familjen krusnätsspindlar.
Artens utbredningsområde är Samoa. Inga underarter finns listade i Catalogue of Life.